# Probenpuffer
Ein Probenpuffer (auch Ladepuffer, englisch sample buffer, loading buffer) bezeichnet in der Biochemie eine Lösung mit gepufferten pH-Wert, der vor einer Gelelektrophorese den Proben zugesetzt wird.

## Eigenschaften
Ein Probenpuffer erfüllt verschiedene Funktionen. Durch die enthaltenen Puffer wird der pH-Wert der Probe stabilisiert. Meistens wird das gleiche Puffersystem wie im Elektrophoresepuffer verwendet. Weiterhin enthalten Probenpuffer elektrisch neutrale, wasserlösliche Moleküle höherer Dichte wie z. B. Glycerol (30 % V/V in einem fünffach konzentrierten Probenpuffer), Saccharose (40 % m/V in einem fünffach konzentrierten Probenpuffer) oder Ficoll (20 % m/V in einem fünffach konzentrierten Probenpuffer) zur Erhöhung der Dichte der Probe, so dass die Proben beim Probenauftrag in die Taschen des Gels einsinken. Zur Kennzeichnung der Laufmittelfront werden in anionischen Elektrophoresen anionische Farbstoffe verwendet, die aufgrund ihrer relativ geringen Molekülgröße schneller als Proteine oder Nukleinsäuren wandern. Durch die optische Kontrolle anhand der wandernden farbigen Bande kann die Elektrophorese beendet werden, bevor der Farbstoff und somit auch die Proben das Gel vollständig durchwandert haben und es wieder verlassen.

### Proteine

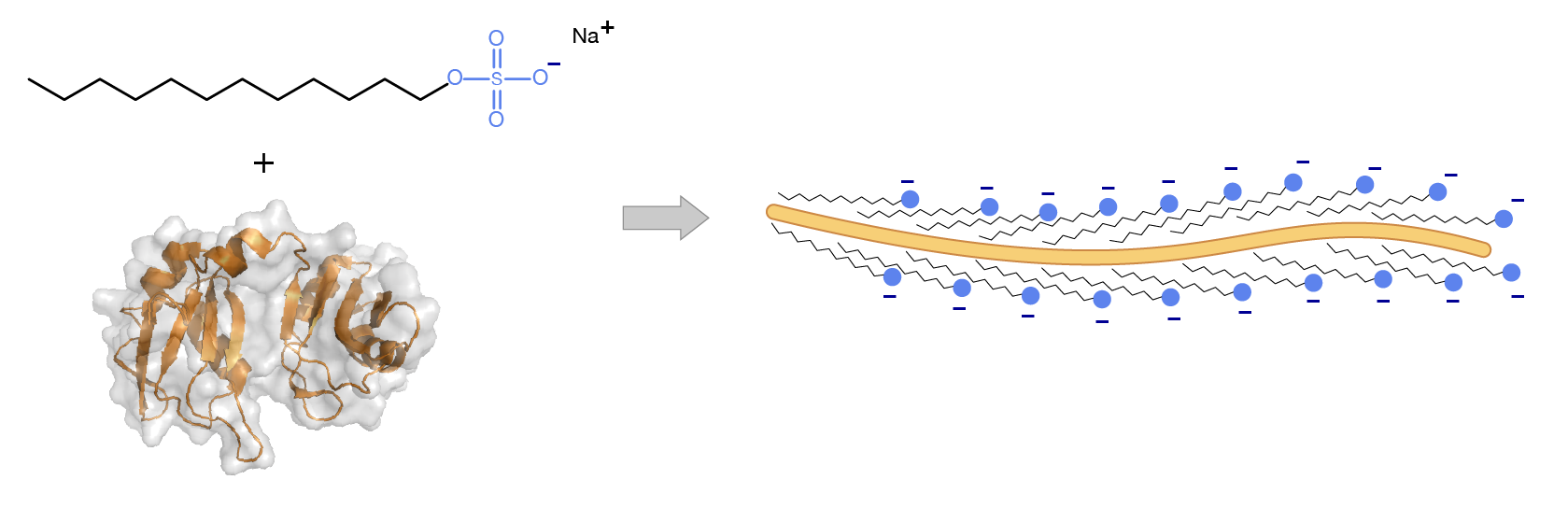
Denaturierung eines Proteins mit SDS

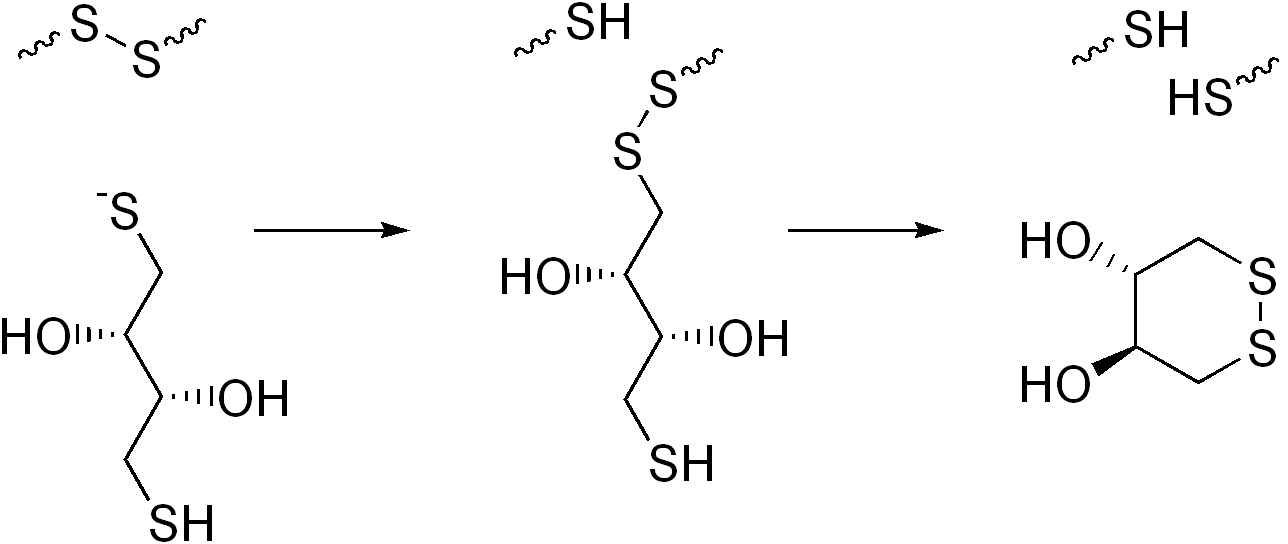
Reduktion einer Disulfidbrücke durch DTT

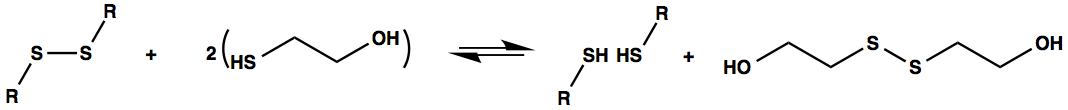
Reduktion einer Disulfidbrücke durch Mercaptoethanol

In der SDS-PAGE wird als Farbstoff im Probenpuffer meistens Bromphenolblau verwendet (0,2 g/L Endkonzentration). Als Tensid wird das denaturierende anionische Tensid Natriumlaurylsulfat (SDS, 5 g/L Endkonzentration) verwendet. Bei einer NU-PAGE, einer BN-PAGE (Blue native PAGE) und einer isoelektrischen Fokussierung wird gelegentlich im Probenpuffer der Proteinfarbstoff Coomassie-Brillant-Blau verwendet, weshalb an Stelle des Bromphenolblaus Phenolrot zur besseren Unterscheidung der Laufmittelfront verwendet wird. Der Puffer ist analog zum Laufpuffer der SDS-PAGE mit TRIS (250 mM Endkonzentration), Glycin und Natriumlaurylsulfat zusammengesetzt. Ein reduzierender Probenpuffer enthält darüber hinaus zur Spaltung von Disulfidbrücken Mercaptoethanol (5 % V/V), Dithiothreitol (10 mM) oder Dithioerythrit. Gelegentlich wird bei schwerlöslichen Proteinaggregaten wie Einschlusskörperchen noch ein nichtionisches Chaotrop wie Harnstoff (8 Molar) oder Thioharnstoff (6 Molar) im Probenpuffer und im Gel verwendet. Harnstoff kann in der SDS-PAGE für schärfere Banden eingesetzt werden. Allerdings darf Harnstoff nicht erhitzt werden, da es sich sonst zersetzt und Proteine carbamyliert. Da Proteine vor einer SDS-PAGE erst vollständig denaturiert werden müssen, werden die Proben mit Probenpuffer versetzt und anschließend für 5 min. auf 95 °C erhitzt.
In nativen Gelelektrophoresen werden anstelle von Natriumlaurylsulfat (SDS) mildere und nichtionische Tenside wie Digitonin, Polysorbate (Tween) oder Octoxinol 9 (Triton X-100, Nonidet P-40) verwendet, die nicht so stark denaturierend sind. Octoxinole absorbieren UV-Strahlung, was bei einer fluoreszenten Färbungsmethode die Hintergrundfärbung erhöht und daher die Mengenbestimmung stört. Gelegentlich werden in der nativen Gelelektrophorese die Tenside weggelassen, sofern das gesuchte Protein ausreichend löslich ist. Weiterhin wird bei der nativen Gelelektrophorese zur Erhaltung der Disulfidbrücken auf reduzierende Zusätze verzichtet. Die Probe wird bei einer nativen Gelelektrophorese nicht erhitzt, um eine Denaturierung zu vermeiden.
In einer CTAB-PAGE oder BAC-PAGE werden im Probenpuffer als kationische Tenside CTAB bzw. 16-BAC verwendet.

### Nukleinsäuren

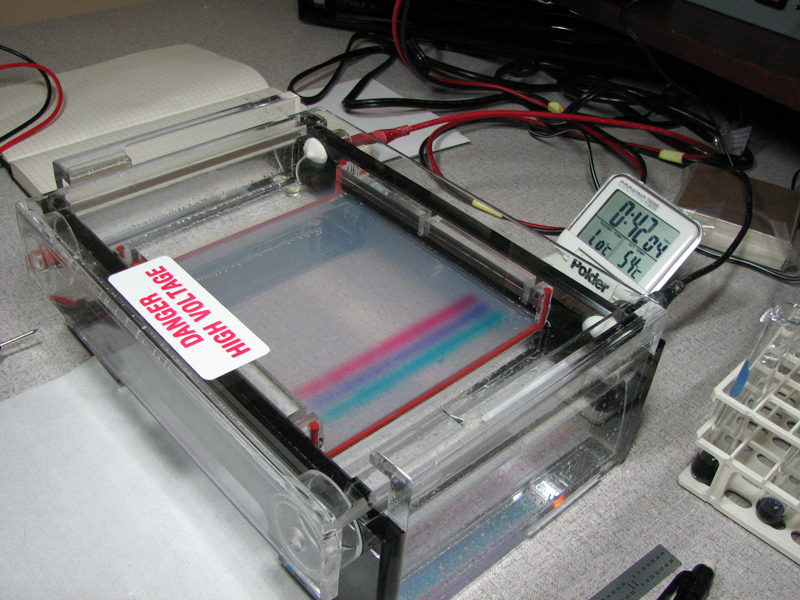
Agarosegelektrophorese mit drei Farbstoffen im Probenpuffer. Die Wanderungsrichtung ist vom Minuspol (Anschluss an schwarzes Kabel) zum Pluspol (rotes Kabel). Wanderung im Bild also von unten rechts (hier sind die Vertiefungen im Gel, in die die Proben aufgetragen wurden) nach oben links.

In der Agarose-Gelelektrophorese werden Bromphenolblau (Laufverhalten vergleichbar mit etwa 400 bp DNA im einprozentigen Gel und etwa 120 bp im zweiprozentigen Gel), Xylencyanolblau (Laufverhalten vergleichbar mit etwa 4000 bp DNA im einprozentigen Gel und etwa 800 bp im zweiprozentigen Gel), Orange G (Laufverhalten vergleichbar mit etwa 50 bp DNA im einprozentigen Gel und unter 10 bp im zweiprozentigen Gel), Kresolrot (Laufverhalten vergleichbar mit etwa 1500 bp DNA im einprozentigen Gel und etwa 300 bp im zweiprozentigen Gel) oder Bromkresolgrün als Farbstoffe verwendet, meist in einer Konzentration von 0,01 % (m/V). In der Polyacrylamid-Gelelektrophorese laufen Bromphenolblau und Xylencyanolblau bei 60 bp bzw. 240 bp in sechsprozentigen und bei 35 bp bzw. 120 bp in zehnprozentigen Polyacrylamidgelen.
Als Puffer wird im Probenpuffer z. B. EDTA-Lösung (50 mM in einem fünffach konzentrierten Probenpuffer), TRIS-EDTA-Puffer (TE-Puffer), TRIS-Essigsäure-EDTA-Puffer (TAE-Puffer), TRIS-Borsäure-EDTA-Puffer (TBE-Puffer) oder Lithiumborat-Puffer verwendet. Eine Verwendung von Kristallviolett im Probenpuffer ermöglicht eine Färbung der DNA im Gel während der Gelelektrophorese ohne die Notwendigkeit einer anschließenden Bestrahlung mit UV-Licht im Falle einer anschließenden Gelextraktion der Nukleinsäuren, sofern kein TBE-Puffer, Bromphenolblau oder Xylencyanolblau verwendet wird. Bromphenolblau oder Xylencyanolblau führen in Kombination mit Kristallviolett zu einer schlechteren elektrophoretischen Trennung.
Einige anionische Farbstoffe, welche die thermostabilen DNA-Polymerasen in einer Polymerasekettenreaktion oder einer qPCR und im letzteren Fall auch die Fluoreszenz nicht stören, sind z. B. Chinolingelb, Xylencyanolblau, Brillantblau, Patentblau V, Indigokarmin, Rot 2G, m-Kresolpurpur, Kresolrot, Neutralrot, Bromkresolgrün, Acid violet 5, Bromphenolblau und Orange G. Diese Farbstoffe können bereits im PCR-Ansatz vorkommen, was den Pipettiervorgang zur Vereinigung von Probe und Probenpuffer vor der Elektrophorese erübrigt. Sie sind teilweise in kommerziellen PCR-Mischungen unter Markennamen wie Red Taq, Green Taq usw. erhältlich. Als Puffer dient bei farbigen PCR-Mischungen ein PCR-Puffer.